# Просфора
Просфора (на старогръцки: προσφορά, от прос и феро – приношение) се нарича ритуален кръгъл, квасен хляб в богослужението.
Хлябът в църквата е символ на Христос. Самият той казва следното: „Аз съм хлябът на живота“ (Йоан. 6:48). Църквата смята, че ако земният хляб подхранва човешкия живот, то Христос – „хлябът небесен“, въвежда човешкия живот в пълнотата на божествения живот.
В древността думата се използва за приношенията с хляб и вино, с които вярващите отивали в храмовете. Останките от тези просфори се изяждали на братските трапези. В Левит квасеният хляб е част от благодарствената примирителна жертва. В църковното богослужение се появява през IV век. В християнството самите вярващи донасяли хляб, вино, зехтин, восък за свещи – всичко, което е необходимо за извършване на служба. Това приношение, или дарение, било прието от дяконите, а имената на донеслите го били включени в специален списък, който бил провъзгласен с молитва при освещаването на даровете. Впоследствие само хлябът, консумиран за отслужване на Литургията, започва да се нарича просфора. С течение на времето вместо обикновен хляб църквите започват специално да пекат просфора, приемайки пари като дарение, в допълнение към обикновените дарения.